# Siska Mihály
Siska Mihály (később Miguel Siska; 1906. január 4. – 1947. október 25.) magyar-portugál labdarúgó, edző.

## Pályafutása
18 éves korában a Vasastól igazolt Portugáliába az FC Porto csapatához. Az akkori amatőr rendszerű bajnokságban komoly kérdéseket vetett fel a szerződtetése (havi 1000 escudo), Siska hivatalosan a játék mellett dolgozott is, a Sociedade dos Vinhos Borges & Irmão alkalmazottja volt.
Kapusként játszott és remekül irányított, már játékosként is a fontos mérkőzéseken ez kitűnt. Magas termete és stílusa alapján ez első klasszis kapusnak tartották Portugáliában. Bajnoki címeket szerzett, de egészségügyi problémái miatt 1934-ben visszavonult az aktív játéktól. Rövid ideig irányította a portói Sport Progresso csapatát, majd 1937-ben a Porto edzője lett, és 1942-ig irányította is a csapatot. Az újjászervezett Primeira Divisão első két idényében bajnoki címet is szerzett csapatával. Utódja Hertzka Lipót volt.

## Sikerei, díjai
- Portugál bajnokság
  - bajnok: 1938–39, 1939–1940